# Municipio de Amatán
El municipio de Amatán es un municipio mexicano que se ubica al norte del estado de Chiapas. Su cabecera es la pequeña ciudad homónima de Amatán que se encuentra en una altitud de 800 m s. n. m., sus límites son: al norte y este con el Estado de Tabasco, al sur con el municipio de Huitiupán, al oeste con Solosuchiapa e Ixtapangajoya. Su clima es cálido húmedo con lluvias todo el año.
Su extensión territorial es de 109.3 km² que representa el 1.79% de la superficie de la región Norte y el 0.14% de la superficie estatal. 

## Historia

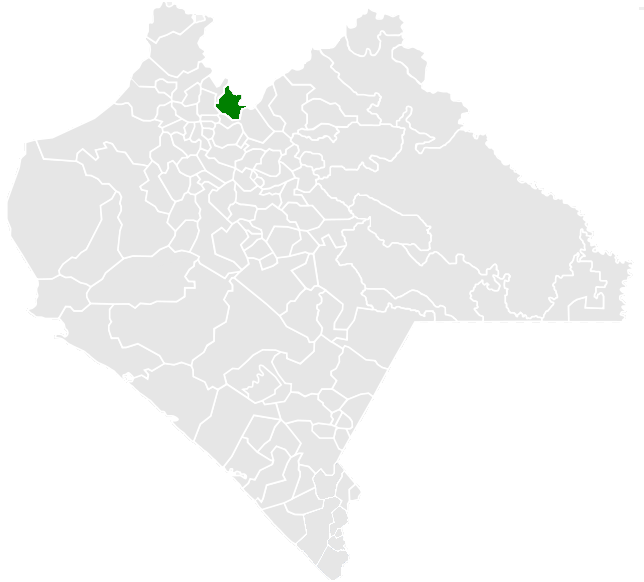
Amatán - Chiapas - Ubicación

El nombre de Amatán significa en náhuatl lugar de amates. Antes de la conquista española el actual territorio del Municipio perteneció a la nación Zoque. El poblado colonial fue creado a raíz de la cédula expedida el 10 de julio por la corona española, por medio de la cual se ordenaba reunir en poblados a los diversos grupos étnicos, con el fin de poderlos castellanizar y evangelizar, disposición que se llevó a cabo hasta 1549. En 1708, Amatán aparece como pueblo tributario de la real hazienda y caxa de la ciudad de Santhiago de Goathemala. En 1900, se inscribe en el censo de población con la categoría de municipio libre; posteriormente, desciende a la categoría de agencia municipal, para ser elevado nuevamente a Municipio de tercera el 23 de noviembre de 1922. El 25 de febrero de 1942, el Municipio ascendió a la categoría de segunda.
El 30 de noviembre de 2018 se instaló un Consejo de Gobierno Popular en Amatán debido a la violencia y abusos de poder que han sufrido sus habitantes en los últimos años por parte de caciques y gobernantes ahora afiliados con la administración federal mexicana.

## Geografía física

### Población
Amatán cuenta con una población total de 21,275 habitantes (INEGI 2015), de los cuales 10,484 son mujeres y 10,791 hombres. En Amatán existe un total de 4,294 viviendas.

### Orografía
Toda la superficie del municipio es de zona accidentada ya que está situado en las montañas del norte de Chiapas.

### Hidrografía
Los ríos que recorren al municipio son: Puyatengo, Negro y el Azufre, y los arroyos: el Escaloncito, el Chinin y el Barril y otros de menor importancia como: Los Vados, Cuesta, Camote y Calvario.  

### Clima
En el municipio hay un clima cálido-húmedo con lluvias durante todo el año, la temperatura media anual en la cabecera municipal es de 29 °C y una precipitación pluvial de 2200 milímetros.

### Flora
La vegetación es de selva alta, existe una gran cantidad de especies destacando por su importancia las siguientes: amate blanco, capulín, coleton, copalchi, frijolillo, corcho, covadonga, guanacaste, origuela, entre otros. 

### Fauna
En lo que respecta a la fauna, en el municipio se localizan las siguientes especies: boa, corales, iguana de ribera, tortuga plana,zopilote, armadillo, jabalí, mapache, murciélago, tejón entre otros.

### Geomorfología
El municipio está constituido geológicamente por terreno terciario ligoceno y terciario eoceno, su uso es principalmente selva con partes de pastizal, correspondiendo el 44% a terreno ejidal y el resto a propiedad privada y terrenos nacionales.

### Principales Localidades
San Antonio Tres Picos (Tres Picos Montaña), Reforma Y Planada, El Calvario, Guadalupe Victoria, Francisco I. Madero, El Limón, San Lorenzo, El Porvenir Tres Picos, Congregación La Loma Segunda Sección, La Esperanza, Piedra Blanca.

## Localidades
En el censo de 2020 el municipio de Amatán contaba con 134 localidades.
| Código INEGI      | Localidad         | Población (2020) |
| ----------------- | ----------------- | ---------------- |
| 070050001         | Amatán            | 4 327            |
| 070050075         | Reforma y Planada | 1 268            |
| Otras localidades | Otras localidades | 18 917           |
| Total municipal   | Total municipal   | 24 512           |

## Cultura

### Fiestas, Danzas y Tradiciones
Las celebraciones más importantes son: San Lorenzo Mártir, en donde destacan diversas actividades como juegos deportivos y pirotécnicos, participando comunidades aledañas entre otros muchos ejemplos.

## Artesanías
En el municipio se elaboran muebles de madera, entre otros oficios como la cestería, alfarería y repostería.